# Eurytoma juniperina
Eurytoma juniperina is een vliesvleugelig insect uit de familie Eurytomidae. De wetenschappelijke naam is voor het eerst geldig gepubliceerd in 1915 door Marcovitch.